# Charles Brennus
Pour les articles homonymes, voir Brennus.
Brennus Ambiorix Crosnier, connu sous le pseudonyme Charles Brennus, est un médailleur, ciseleur et un dirigeant sportif national français, né à Châteaudun le 30 novembre 1859 et mort au Mans le 23 décembre 1943.
Il a notamment réalisé le bouclier de Brennus.

## Biographie
Brennus Ambiorix Crosnier est né le 30 novembre 1859 dans le département d'Eure-et-Loir. Il est le fils de Jules Alphonse Crosnier, tailleur d'habits, et d'Augustine Sibot, couturière.

### Activités professionnelles et artistiques
Il exerce la profession de maître graveur dans le 3e arrondissement de Paris au 17 rue Chapon puis au no 40 rue de Montmorency. Parmi ses œuvres principales on relève :
- les trois versions du bouclier de Brennus, créé en 1892 à partir d'un dessin original du baron Pierre de Coubertin, alors secrétaire de l'Union des sociétés françaises de sports athlétiques (USFSA).

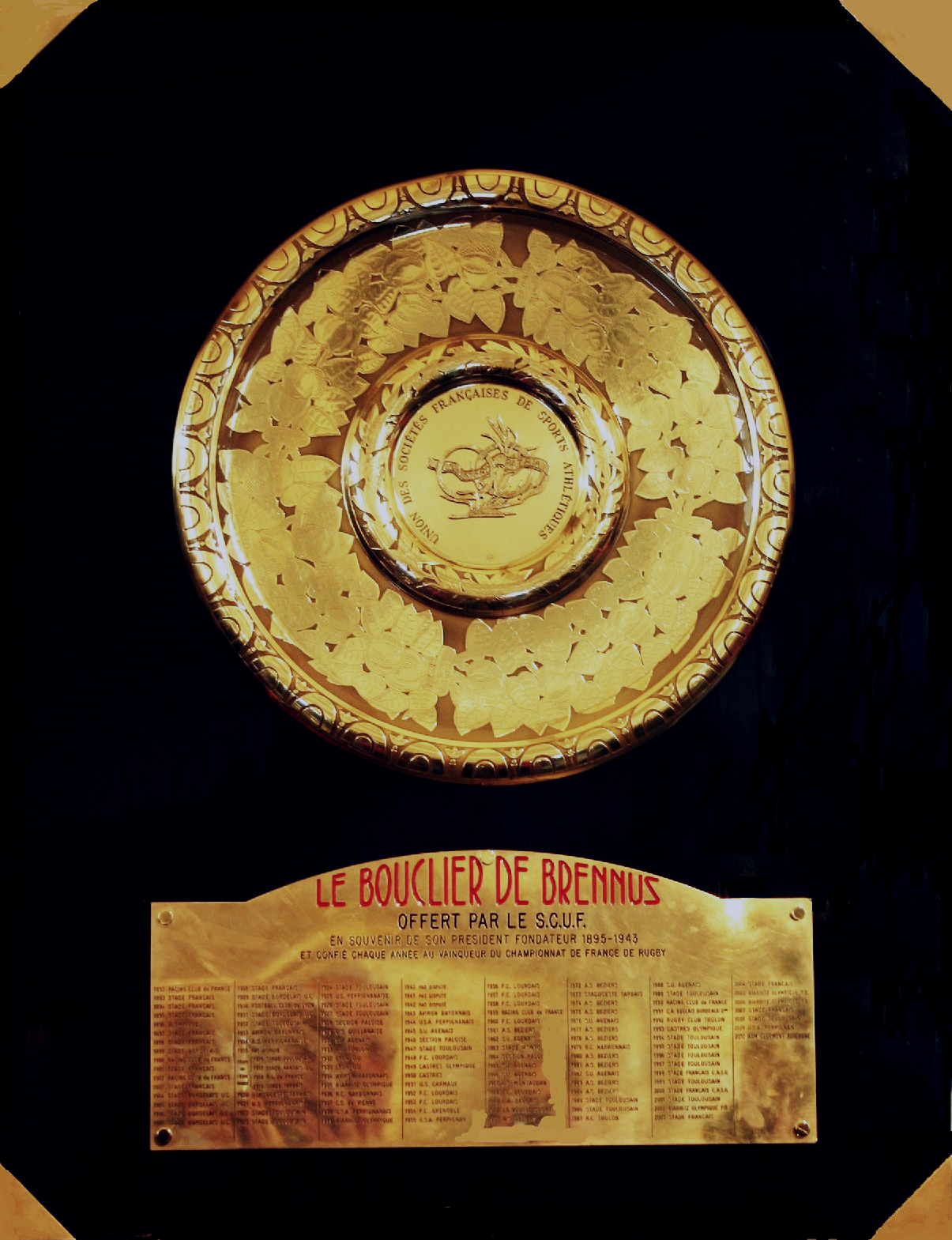
Le bouclier de Brennus (Rugby), 1892.
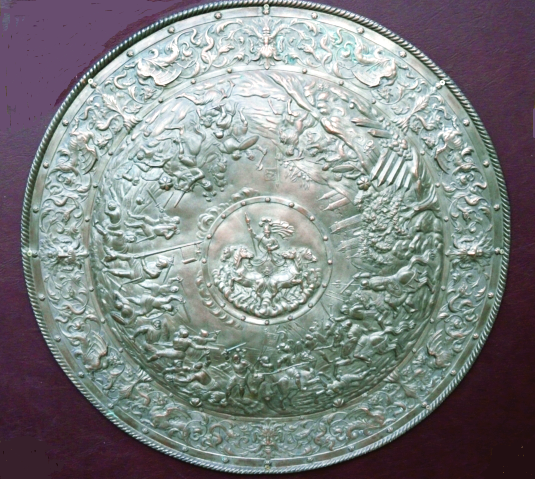
Trophée de la Longue paume, 1892.

- la médaille de la Société des architectes de Seine-et-Marne ;
- la médaille du journal La France de Bordeaux ;
- la médaille ayant pour sujet Le Billard.

### Dirigeant sportif
Venu au sport à 30 ans passés, Charles Brennus s'adonne avec succès au cyclisme, au cross-country et au rugby. Il fonde le Sporting club universitaire de France rugby (SCUF) le 5 décembre 1895 sous le nom de Sporting club amateur dont il devient président. Membre de l'équipe première de rugby de 1896 à 1900, il en est le capitaine pendant les deux premières saisons. 
En parallèle, il s'impose dès 1896 comme un des dirigeants majeurs de l'USFSA où on le retrouve dans toutes les commissions (cyclisme, athlétisme, rugby, natation) ainsi qu'au Conseil et à son Comité de Paris. Surnommé « le père Brennus » par les dirigeants et supporters de clubs, il préside la commission de rugby durant plus d'un quart de siècle, jusqu'en 1919. Juge-arbitre national, directeur des championnats de France d'athlétisme, membre du jury des Jeux Olympiques de 1900, il est reconnu dès 1898 comme un des meilleurs arbitres, se chargeant de l'organisation pratique des matchs sur le territoire français et manageant l'équipe de France. 

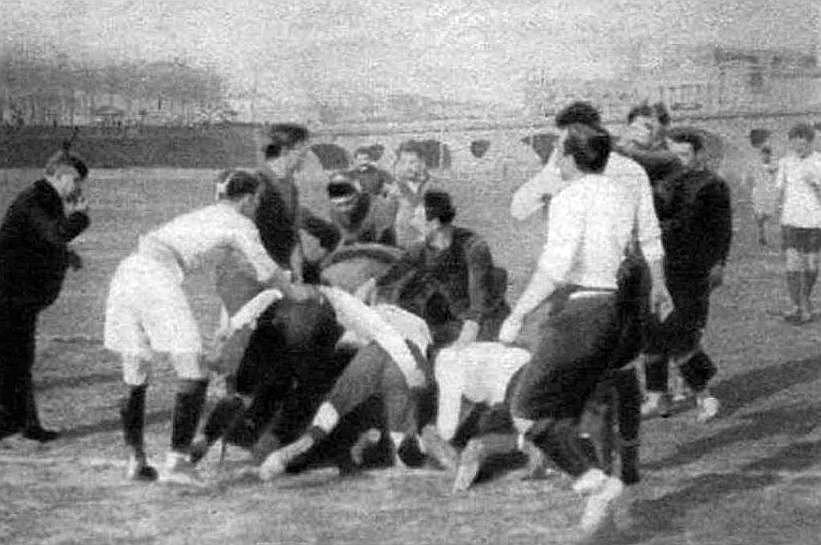
1902 : Match SOET (Stade olympien étudiants de Toulouse) contre Vetos Sports, à la prairie des filtres (Toulouse, arbitre Charles Brennus).
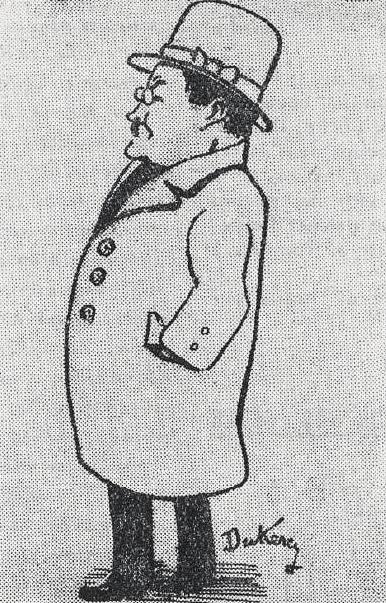
Charles Brennus, en 1913, membre de la Commission centrale de rugby.
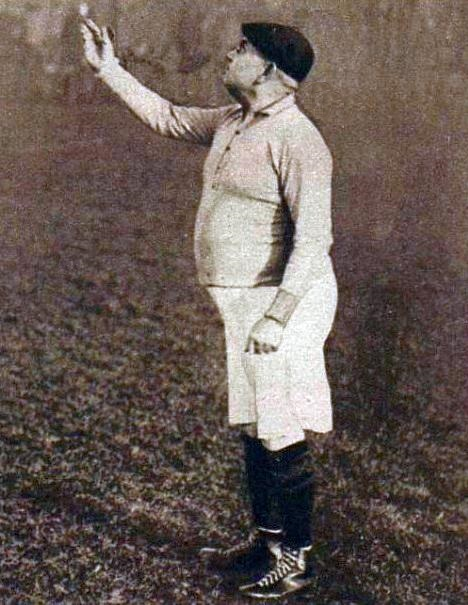
Brennus en 1925, Le Miroir des sports, 4 février 1925.
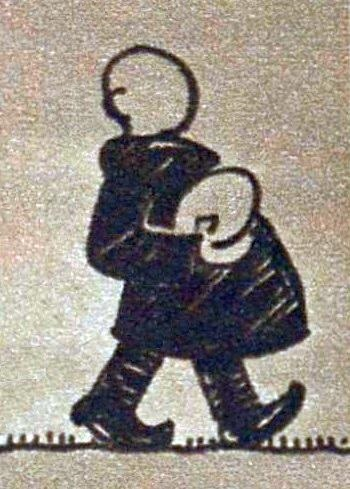
Caricature de Charles Bennus parue dans Le Miroir des sports du 4 novembre 1925.

La médaille de la Légion d'honneur est décernée à Charles Brennus le 14 juillet 1920 pour services rendu au rugby. Le 11 octobre 1920, la commission de rugby de l'USFSA laisse place à la Fédération française de rugby placée sous la présidence d'Octave Léry. Charles Brennus en est nommé président d'honneur en 1921. Il se retire de la vie sportive dès le début de la Seconde Guerre mondiale, et quitte en 1941 le quartier du Marais pour Le Mans où il réside chez sa fille. Il y meurt le 23 décembre 1943 des suites d'une crise d'urémie. Il est enterré à Franconville.

## Décorations
- Chevalier de la Légion d'honneur
- Médaille coloniale
- Chevalier de l'ordre des Palmes académiques